# Болезнь Брутона
Болезнь Бру́тона (син. агаммаглобулинемия, X-сцепленная инфантильная, врожденная агаммаглобулинемия) — вариант первичного гуморального иммунодефицита, вызванный мутациями в гене, кодирующем тирозинкиназу Брутона. Заболевание характеризуется нарушением созревания В-лимфоцитов и почти полным отсутствием плазмоцитов и иммуноглобулинов.

## История изучения заболевания
Впервые случай заболевания был описан в 1952 году американским педиатром Огденом Бру́тоном. Он сообщил о 8-летнем мальчике, страдавшем различными инфекционными заболеваниями, который с 4-летнего возраста 14 раз болел пневмонией, перенёс отиты, синуситы, сепсис, менингит. При исследовании в сыворотке крови не обнаружили антител.
Молекулярный механизм заболевания был открыт в 1993 году, когда две группы учёных независимо продемонстрировали, что X-сцепленная агаммаглобулинемия является следствием мутаций в гене нерецепторной тирозинкиназы, которая впоследствии получила название тирозинкиназы Брутона.

## Этиология
Мутантный белок — тирозинкиназа Брутона. Мутантный ген ВТК картирован на Xq21.3—22.2.

## Наследование
Болезнь Брутона наследуется по Х-сцепленному рецессивному типу: признаки заболевания выявляются только у мальчиков (набор половых хромосом XY). Девочки не болеют, так как даже если они гетерозиготны, то рецессивный ген одной X-хромосомы компенсируется нормальным геном гомологичной X-хромосомы. Болезнь встречается среди мальчиков с частотой 1:250000.
|  |  |

## Клинические проявления
Первые симптомы заболевания проявляются, как правило, в возрасте менее 1 года, чаще всего после 3-4 месяцев жизни. Это связано с постепенным снижением количества антител, полученных от матери. Больные страдают рецидивирующими инфекциями, вызываемыми пневмококками, стафилококками и другими пиогенными бактериями. Вакцинация живой вакциной против полиомиелита (ОПВ) может осложняться полиомиелитом. Инфицирование Вирусом гепатита B вызывает прогрессирующий часто фатальный вирусный гепатит. Инфекция ротавирусом или лямблиями ведёт к хронической диарее и синдрому мальабсорбции. Первично поражаются лёгкие, придаточные пазухи носа. В клинической картине отмечается лихорадка, синдром мальабсорбции, конъюнктивиты, поражения ЦНС (энцефалиты), аутоиммунные заболевания, злокачественные новообразования. Возможны системные ревматические проявления по типу диффузных болезней соединительной ткани. Суставной синдром характеризуется эпизодической мигрирующей полиартралгией либо артритом крупных суставов. Даже при длительном течении артрит не приводит к рентгенологическим изменениям пораженных суставов. Имеют место кожные поражения — экзема, дерматомиозит.

## Лабораторная диагностика
При лабораторном исследовании крови выявляется отсутствие фракции гаммаглобулинов в протеинограмме. Уровень Ig A и Ig M снижен в 100 раз, а уровень Ig G — в 10 раз. Количество В-лимфоцитов снижено. Количество плазмоцитов в костном мозге снижено вплоть до полного отсутствия. В периферической крови отмечаются лейкопения или лейкоцитоз.
Тимус не изменён, однако строение лимфатических узлов (в биоптате сужение кортикального слоя, первичные фолликулы в нём редкие и малоразвиты) и селезёнки нарушено. Рентгенологически выявляется гипоплазия или отсутствие лимфоидной ткани (лимфоузлы), гипоплазия или отсутствие фарингеальной лимфоидной ткани (миндалины, аденоиды).

## Лечение
Лечение — заместительная терапия гамма-глобулином, плазмой. Дозу подбирают так, чтобы уровень иммуноглобулинов в сыворотке крови составил 3 г/л (первая доза — 1,4 мл/кг, затем 0,7 мл/кг каждые 4 недели). Гамма-глобулин необходимо вводить в течение всей жизни. В периоды обострения применяют антибиотики, чаще полусинтетические пенициллины и цефалоспорины в обычных дозировках.